# 세르게이 네차예프
세르게이 겐나디예비치 네차예프(러시아어: Сергей Геннадиевич Нечаев, 1847년 10월 2일 ~ 1882년 11월 21일)는 러시아의 혁명가이다. 미하일 바쿠닌의 후계자를 자처한 네차예프는 혁명을 위해서는 어떠한 수단과 방법도 가리지 않았는데, 이러한 행위는 '네차예프시나'(Nechayevschina, 네차예프의 방법)란 용어로 알려져 있다.

## 생애
네차예프는 러시아의 섬유 산업의 중심지 이바노보에서 태어났다. 아버지는 가난한 페인트공이었으며 이후 카페 종업원이 되었다. 어머니는 해방된 농노의 딸이었으며 네차예프가 여섯살이었을 때 사망했다. 네차예프는 아홉살때부터 공장에서 견습을 시작했다. 네차예프는 1865년 모스크바로 이주하고 다시 1년 뒤 상트페테르부르크로 이주한다. 그는 그곳에서 시험에 통과하여 소교구의 학교에서 교사로 종사했으며 상트페테르부르크 대학교의 청강생으로서 학생 운동에 참가해 미하일 바쿠닌, 데카브리스트, 페트라솁스키회를 비롯한 급진적 사상을 접했다. 그는 상트페테르부르크를 떠나 모스크바로 가면서도 동료들에게 자신이 중요한 인물로 보이도록 자신이 체포되었다고 믿게 했다.
네차예프는 스위스의 제네바로 가서 바쿠닌을 만나고 〈혁명가의 교리문답〉을 함께 쓰는 등 그와 가깝게 지내며 후계자로 자처했다. 이때 바쿠닌은 국제노동자협회에서 마르크스와 대립하고 있었다. 네차예프는 러시아에서 대규모 혁명운동을 일으키고자 하였다. 바쿠닌과 네차예프는 알렉산드르 게르첸과 니콜라이 오가료프에게 그의 동료들이 러시아에서 선전 활동을 할 수 있도록 자금을 마련해달라고 요청했다. 네차예프에 반감이 있던 게르첸은 거부했으나 오가료프의 설득으로 네차예프는 1만 프랑을 얻어 러시아로 돌아왔다. 그는 바쿠닌의 추천으로 가상의 단체인 '전유럽혁명동맹'의 러시아 대표로 임명됐다.
네차예프는 러시아로 돌아와 '인민재판'과 '도끼의 사회'에 참여 중인 모스크바의 대학생들과 접촉했다. 그는 바쿠닌의 추천을 받았다는 점이 그들에게 강한 인상을 주었으며 많은 추종자들을 만들게 된다. 구성원들 중 한 명이었던 이반 이바노프는 그에게 반대했는데, 그가 '인민재판'을 탈퇴하여 새로운 조직을 구성하려고 하자 네차예프는 그를 살해하기로 결심하고 동료 네 명과 함께 모의하여 이바노프의 목을 조른 뒤 관자놀이에 총을 쏴 살해한 뒤 시신을 연못으로 던져 없앴다. 그 후 경찰이 체르케소프 서점의 관리인이자 이바노프를 살해하는 데 가담했던 표트르 우스펜스키의 집을 수색하는 과정에서 '인민재판'의 문서와 자료들이 발각되었다. 경찰은 이바노프를 포함한 지하에서 활동하던 혁명가들의 명단을 가지고 있었는데, 마침 그때 이바노프의 시신이 발견되어 혁명 조직의 구성원들을 체포하여 범인을 밝혀냈다.
이바노프를 살해한 후에 네차예프는 모스크바를 떠나 상트페테르부르크에서 새로운 조직을 구성하려 했는데, 이 덕분에 경찰의 수사망을 피할 수 있었다. 그의 공모자들은 사건을 전부 자백했으며 이바노프 사건은 사회적인 파문을 불러일으켰다. 그는 경찰을 피하여 스위스로 도피했으며, 그곳에서도 숨어 지냈다. 러시아 정부는 그를 인도받기 위해서 공공법 위반 혐의로 수배하였다.
바쿠닌은 네차예프의 행동을 의심하였으며 그를 위험 인물로 경계하여 결국 결별한다. 네차예프는 스위스에서 다시 런던으로 떠난다. 바쿠닌은 자신의 후계자로 자처하는 네차예프가 어떤 행동을 할지 불안해했다. 그는 1870년 7월 24일 런던에 있는 그의 사회주의자 친구 탈랑디에(Talandier)에게 편지를 보냈는데, 내용은 다음과 같다.
나는 얼마 전에 내차예프가 당신의 집에 나타났다는 것을 알게 되었소. 그리고 그가 우리 동지들의 주소를 알려고 했던 것에 당신의 마음이 흔들렸다는 사실도 알고 있소. …… 내가 당신에게 그를 칭찬하는 편지를 보냈던 과거의 사실을 생각하면, 지금 그를 멀리하라는 충고가 이상하게 여겨질 수도 있을 것이오. 당신에게 그를 칭찬하는 편지를 보냈던 것은 지난 5월이지만, 그 이후로 우리는 그가 저리른 만행의 심각성을 알게 되었고, 그와 모든 관계를 끝어야 한다고 확신하게 되었소. 당신이 그가 지각없고 경박스러운 인간임을 알아차리지 못할 것을 염려하는 마음에서, 그를 멀리해야만 한다고 미리 알려주는 것이 우리의 신성한 의무라고 생각하오. …… 네차예프는 잔인한 인물로서 러시아 정부에 의해 수배 중이오. 게다가 러시아 정부는 유럽 대륙에 있는 모든 국가에 스파이를 배치하여 그를 찾으려 하고 있소. …… 그러나 네차예프는 자신의 행동을 주저하거나 멈추지 않고 있소. 그는 다른 사람들에게만큼 자기 스스로에게도 엄격한 사람이오. 물론 그 같은 그의 원칙이 나를 매료시켰고, 내가 그와 그토록 오랜 연대를 도모했던 것도 바로 그 원칙 때문이었소. …… 그것은 헌신적인 열광자의 모습을 지니고 있지만, 동시에 위험한 광기를 보이고 있소. 그와 관계를 맺는 것은 모두에게 해가 되는 일이오. …… 그는 갈수록 점점 심각하게 파괴 불가능한 사회를 설립하기 위하여 스스로를 몰아가고 있으며 마키아벨리의 정치학과 예수회의 체제를 전적으로 받아들이고 있는 것이 분명하오. 즉 그의 육체는 폭력적이고 정신은 망상에 사로잡혀 있소. …… 그는 우리의 신의를 저버리면서 우리 편지를 훔쳐갔소. 한마디로 그는 스스로를 불행하게 만들고 있소. 그는 그의 광기를 구실로 삼고 있는데, ……결국 혁명의 대의를 자신이라는 개인과 전적으로 동일시하고 있소. …… 나 역시 혁명에 대한 우리의 의지가 더 많은 에너지를 필요로 하고 또 그러한 에너지를 발견할 수 있는 경우가 드물다는 것을 알기 때문에 그와 결별하는 것이 마음 아프지만, 결국 그와 결별해야만 하며 한 번 결별하고 나면 철저하게 그와 맞서 싸움을 벌일 것이오.

네차예프는 영국을 떠나서 프랑스의 리옹에 머물며 바쿠닌으로부터의 소식을 기다렸다. 이후에 그는 신분을 위장하여 파리에 정착하였으며 파리 코뮌 때까지 그곳에 머물렀다. 네차예프는 스위스로 되돌아가 바쿠닌과 재결합을 시도했으나 실패하고 취리히에서 이중간첩에 의해 추격당한 끝에 체포되었다. 그는 러시아로 송환되어 20년의 강제노동과 시베리아 유형을 선고받았으나 종신형으로 수정된다. 그는 바쿠닌이 수년간 있었던 페트로파블롭스크 요새에 수감되었다. 그는 간수들에게까지 영향을 끼쳐서 그들의 도움을 받아 혁명 조직인 '민중의 의지'와 접촉하였다. 탈주 계획을 세웠으나 실패하여 간수들도 그곳에 투옥되었다. 그는 굶주림과 질병에 시달리다가 옥사했다.

## 혁명가의 교리문답
〈혁명가의 교리문답〉은 흔히 바쿠닌이 작성했다고 알려져 있는데, 확실하지는 않다. 바쿠닌이 편집했을 가능성은 크지만, 그 글은 바쿠닌의 사상과는 동떨어져 있다. 네차예프는 〈혁명가의 교리문답〉에서 혁명이란 모든 것에 우선하는 목적 그 자체라고 주장한다. 또한 그것은 철저하게 행동적이며 철학적이지 않다. 일반적으로 혁명가는 민중들로 하여금 스스로 조직을 결성하도록 촉진하고 이데올로기를 설파하는 역할이다. 하지만 교리문답에서 나타나는 관점은 이와 다르다. 혁명가는 혁명에 필요한 움직임을 불러일으키고 억제할 수 없는 상황을 만들어내며 억압을 불러일으켜야 한다. 민중은 혁명의 결과가 아니라 수단이며, 이데올로기를 필요로 할 뿐이다. 〈혁명가의 교리문답〉의 내용은 다음과 같다.
스스로에 대한 혁명가의 자세
1. 혁명가는 죄인이다. 그에게는 사적 이해도, 개인적인 일도, 사사로운 감정이나 집착도, 사유재산도, 심지어 이름조차 없다. 그는 모든 관심과 생각과 열정을 혁명에 바쳐야 한다.
2. 혁명가는 공적 질서나 문명사회, 그리고 모든 법과 관습과 일상적인 삶의 조건과 도덕과의 관계를 끊어버리기 위해 온 힘을 쏟아야 하며, 이를 말만이 아니라 실천으로 옮겨야 한다. 그는 문명사회의 무자비한 적이다. 그가 이 문명화된 사회에 살고 있다면, 그것은 오로지 그 사회를 파괴하기 위해서이다.
3. 혁명가는 모든 교조주의를 경멸해야 한다. 그는 평화를 위한 과학을 포기하고 다음 세대에 넘겨주어야 한다. 그가 아는 과학이라고는 파괴를 위한 것뿐이다. 기계공학, 물리학, 의학을 공부하고, 밤낮으로 인간, 인간의 특성과 상황, 인간 사회 내에 존재하는 모든 계급의 사회질서를 연구하는 것도 모두 파괴를 위해서이다. 그의 목표는 단 하나이다. 그것은 이 비열한 질서를 가장 빠르고 확실하게 파괴하는 것이다.
4. 혁명가는 여론을 경멸해야 한다. 그는 기성의 도덕에 숨어 있는 모든 의도와 그것을 드러내는 모든 방식을 경멸하고 증오한다. 그는 혁명의 승리에 기여하는 도덕만을 인정하며, 그의 시각에서 혁명을 방해하는 모든 것은 부도덕하다.
5. 혁명가는 죄인이다. 그는 국가와 사회를 대표하는 모든 것에 대해 냉혹해져야 하며, 그가 사회에 대해 조금이라도 연민을 갖는다는 것은 있을 수 없는 일이다. 사회와 혁명가 사이에 화해란 가능하지 않다. 오로지 갈등만이 공개적으로든 비공개적으로든 끊이지 않고 일어날 뿐이다. 둘중 어느 한 쪽의 죽음만이 둘 사이의 갈등을 끝낼 수 있다. 혁명가는 매일 죽음을 준비해야 한다. 그는 견뎌낼 수 있을 때까지 고문에 익숙해져야 한다.
6. 혁명가는 스스로에게 엄격한 만큼 남에게도 엄격해야 한다. 그는 가족애, 우정, 사랑, 감사, 명예와 같이 나약한 감정을 혁명가다운 냉철한 열정 하나로 억눌러야 한다. 그가 얻을 수 있는 유일한 기쁨이나 위안은 혁명의 성공에서 온다. 그는 언제나 가치없는 파괴라는 단 한 가지의 생각과 목표만을 지니고 있어야 한다. 또 그 목적을 이루기 위해 부단한 노력을 기울여야 하며, 목표를 위해서라면 언제든 스스로를 희생할 준비를 하고 또 방해가 되는 사람은 누구든 자신의 손으로 직접 없애버릴 수 있어야 한다.
7. 진정한 혁명가라면 낭만, 감수성, 격한 감정, 충동, 심지어는 사적인 증오심과 원한까지도 배제할 수 있어야 한다. 혁명적 열정이 그가 가진 제2의 본성이긴 하지만, 그것은 가장 냉철한 계산에 의거한 것이어야 한다. 그는 개인적인 관심사가 어디로 향해 있는지가 아니라 혁명의 이해에 부응하는 것이 무엇인지를 언제 어디에서나 몸소 보여주어야 한다.

동지들에 대한 혁명가의 자세
1. 혁명가는 자신처럼 투철한 혁명적 활동을 보여주는 자만을 아끼고 친구로 삼을 수 있다. 우정과 헌신을 비롯해서 동지들에 대한 다른 의무가 갖는 비중은 그것들이 파괴적 혁명을 이루기 위해 어느 정도의 효과를 일으킬 수 있는가에 따라 결정된다.
2. 혁명가들 사이의 연대가 중요함은 두말할 것도 없다. 혁명 행동의 모든 힘은 연대에서 나오단. 저마다 혁명에 대한 열정을 가슴에 품고 있는 혁며아 동지들은 가능한 한 모든 중요한 사항을 다같이 토론하고 모두의 의견을 따르는 해결책을 마련해야 한다. 그렇지만 계획을 실해엥 옮길 때만큼은 각자가 개별적으로 파괴 행동에 힘해야 하며, 과업을 이루기 위해서는 어쩔 수 없는 경우에 한해서만 다른 동지들의 조언이나 도움을 얻을 수 있다.
3. 모든 동지는 제 2·3의 계층에 속하는, 즉 비공식적으로만 혁명단의 일원인 혁명가들을 가까이에 두고 있어야 한다. 그는 그들을 자신에게 할당된 혁명 자금의 일부로 여겨야 한다. 이 자금은 경제적으로 사용되어야 하며, 혁명가는 가장 큰 이윤을 남길 수 있는 방법을 모색해야 한다. 혁명가 자신 역시 혁명의 대의를 이루기 위한 자금으로 이용되어야 하는데, 단 이 자금의 사용은 모든 내부 구성원의 동의를 거친 것이어야 한다.
4. 한 동지가 불행에 처해 있고 그를 도울 것인가 말 것이가를 결정해야 할 때, 혁명가는 사사로운 감정이 아니라 혁명의 대의에 이익이 되는 것만을 염두에 두어야 한다. 이때 혁명가는 한편으로 그 동지가 얼마나 쓸모 있는 존재인지, 다른 한편으로 그 동지를 돕기 위해서는 다른 혁명가들이 얼마나 많은 힘을 소모해야 하는지를 고려해서 판단을 내려야 한다.

사회에 대한 혁명가의 자세
1. 새로운 사람을 영입하고자 할 때에는, 그 사람이 자신의 열의를 행동이 아닌 말로 보여주는 것에불과할 수도 있는 만큼, 조직 내 구성원들 사이에서 투표를 실시하여 만장일치가 이루어졌을 때에만 그를 받아들여야 한다.
2. 혁명가는 오직 완전하고도 신속한 파괴라는 목적 하에서만 국가, 계급, 그리고 소위 문명화된 사회 내에 침투해야 한다. 그는 오로지 그 목적을 위해 살아야 한다. 이 세계에 대한 미련을 조금이라도 간직하고 있다면, 그 세계에 속한 사람들과의 상황과 관계가 계속 그를 주저하게 만든다면(그 세계의 모든 것이 그에게 가증스러운 것이어야 할진대), 그는 진정한 혁명가라고 볼 수 없다. 그 세계 내의 부모, 친구, 연인과의 관계를 유지하려고 한다면 더더욱 그러하다. 이러한 관계들 때문에 행동을 주저하게 된다면, 그는 진정한 혁명가라고 할 수 없다.
3. 혁명가는 가차없는 파괴라는 목적을 위해서라면 사회 한 가운데서 살면서 현실과는 전적으로 다른 것을 찾을 수 있고 또 그래야만 한다. 혁명가는 상점, 교회 고급 호텔, 관료 사회, 군대 뿐 아니라 문단, 참모본부, 심지어 겨울궁전까지, 모든 곳에, 모든 계급내에 침투해야 한다.
4. 이 모든 비열한 사회는 몇 가지 부류로 나뉜다. 첫 번째 부류는 즉시 사형선고를 받는다. 우리는 혁명의 대의 완수를 저해한 정도에 따라 사람들의 등급을 매긴 명단을 작성할 것이다. 그리고 그 중 일순위를 차지한 첫 번째 부류는 가장 먼제 제거될 것이다.
5. 명단을 작성할 때 개개인의 과오나 잘못을 저지른 개인에게 민중들이 품게 된 증오심에 연연해서는 안 될 것이다. 물론 이러한 과오나 증오심이 민중의 봉기를 불러일으키는 데에 도움을 준다는 점에서 잠정적으로 유용할 수 있다. 따라서 혁명의 대의를 달성하기 위해서라면, 개인의 죽음을 불사하는 한이 있다 해도 이를 이용할 수 있을 것이다. 더구나 혁명가 조직에 해가 되는 자라면 그 누구보다도 먼저 그를 제거해야 할 것이다. 그의 돌연하고도 비참한 죽음은 정부를 엄청난 공포에 떨게 할 것이다. 그렇게 해서 고지식하고 많이 배운 사람들이 물러나게 되면, 마침내 우리는 정부의 권력에 타격을 가하게 될 것이다.
6. 두 번째 부류에서는 잠시나마 우리의 피땀으로 먹고 살았던 사람들이 포함될 것이다. 그들의 무자비한 행위는 결과적으로 민중의 봉기를 불러일으킬 것이다.
7. 세 번째 부류는 폭정을 행사한 상당수의 고위직 인사들로, 이들은 타고난 조건으로 부, 인맥, 영향력, 권력 등으로 혜택을 받은 사람들이다. 가능한 모든 방법을 동원하여 그들을 착취하고, 설자리를 빼앗고, 무릎을 꿂게 하고, 노예로 만들어야 하고, 또 그들의 하찮은 비밀을 폭로해야 한다. 그들의 영향력과 인맥, 그리고 그들이 가진 부와 힘은 혁명가 조직에 있어서 귀한 보물이자 큰 도움이 될 것이다.
8. 네 번째 부류는 야심을 품은 정치가들과 모든 종류의 자유주의자를 포함한다. 이들과 결탁하여 이들의 계획에 공모하는 것은 허용된다. 이는 이들에게 맹목적으로 복종하는 것으로 보일 수 있지만, 사실 이들을 굴복시키고, 이들의 비밀을 알아내고, 결정적으로 이들을 위태롭게 하는 것이다. 이 모든 것은 이들의 퇴로를 차단하고 이들을 통해 국가를 곤란하게 만들기 위함이다.
9. 다섯 번째 부류에는 정치적인 모임이나 저작들을 통해 장광설에 여념이 없는 이론가, 음모자, 그리고 혁명가들을 포함한다. 이들을 계속해서 밀어붙이고, 길들이고, 단호하고도 위험한 선언을 하게끔 부추겨야 한다. 그렇게 되면 이들 다수에게는 결정적인 실패를, 혁명가들에게는 교육적인 효과를 안겨주는 결과가 나타날 것이다.
10. 여섯 번째 부류는 여성이다. 이 부류는 아주 중요하며, 세 가지의 하위 부류는 나뉜다. 하나는 연약하고, 어리석고, 영혼이 없는 여성들로 이들은 세 번째와 네 번째 부류의 남성들과 같은 방식으로 이용될 수 있다. 다른 하나는 열정적이고 헌신적이지만 우리와 한 편이 될 수는 없는 여성들이다. 이들은 현실적이고 실천적인 관념을 구상하지 못하며, 또 혁명의 대의를 말하지도 이해하지도 못한다. 이 여성들은 다섯 번째 부류의 남성들과 같이 취급되어야 할 것이다. 마지막으로 우리의 강령을 전적으로 따르는 여성들이 있다. 이들이야말로 우리 편이요, 우리 혁명단의 정식 회원이요, 우리의 동지이다. 우리는 그들을 아주 소중한 보물처럼 대해야 한다. 우리가 그들 없이 살 수는 없기 때문이다.

민중에 대한 혁명단의 자세
1. 혁명단은 민중, 즉 노동자의 완전한 해방과 행복 외에 그 어떤 다른 목표도 가질 수 없다. 우리는 이러한 행복과 해방이 모든 걸림돌을 일소해버릴 민중 혁명이라는 방법을 통해서만 가능하다고 확신하며, 이를 위해 모든 힘과 모든 자원을 바칠 것이다. 혁명단은 민중이 더 이상 참지 못하고 총궐기를 할 수 있도록 부추기기 위해서 민중에게 가해진 고통을 배가시키고 확산시키는 일까지도 불사할 수 있다.
2. 혁명단이 이해하는 '민중 혁명'은 서구 사상만을 따르거나 사유재산·전통·사회질서 혹은 일반적으로 문명이나 도덕이라고 불리는 것들 앞에서 주저하는 운동이 아니다. 이러한 종류의 운동은 이제껏 기존의 정치체제를 전복하는 데 그쳤고, 이는 단지 그것을 다른 것으로 대체하고 혁명적이라 불리는 국가를 건설하기 위해서였다. 민중은 국가를 그 근본부터 파괴하고 러시아의 모든 전통과 계급과 기성 질서까지 제거할 혁명만을 환영할 것이다.
3. 게다가 혁명단은 민중에게 상부의 하달에 따르는 조직을 강요할 의향이 전혀 없다. 미래의 조직은 분명 민중의 운동과 삶 그 자체로 구성될 것이다. 그렇지만 이는 다음 세대의 몫이다. 우리의 과제는 끔찍하고, 가차없고, 완전하고, 총체적인 파괴이다.
4. 또한 민중에 보다 가깝게 다가가기 위해서는 우선 민중들의 행동에 동참해야 한다. 민중은 모스크바 정부가 설립된 이래로 귀족, 관리, 기업가, 상인 등 권력에 직·간접적으로 연계되어 있는 모든 이에 맞서 말뿐 아니라 행동으로 항거했다. 이 용감무쌍한 무법자들과 함께 하자. 이들이야말로 진정한 러시아의 혁명가들이다.
5. 민중을 저지할 수 없고 파멸적인 하나의 힘으로 통합하는 것, 이것이야말로 우리 조직의 과제요, 우리의 음모요, 우리의 목표가 될 것이다.[2]

## 저작
- 〈혁명가의 교리문답〉(1869)

## 같이 보기
- 러시아 혁명
- 미하일 바쿠닌
- 니힐리즘 운동